# Sonata Kreutzerowska (film 1911)
Sonata Kreutzerowska (ros. Крейцерова соната) – rosyjski czarno-biały niemy dramat filmowy z 1911 roku w reżyserii Piotra Czardynina. Filmowa adaptacja noweli Lwa Tołstoja pod tym samym tytułem.

## Obsada
- Piotr Czardynin – Pozdnyszew
- Lubow Wariagina – żona Pozdnyszewa
- Iwan Mozżuchin – Truchaczewski, skrzypek